# Ralf Böcker

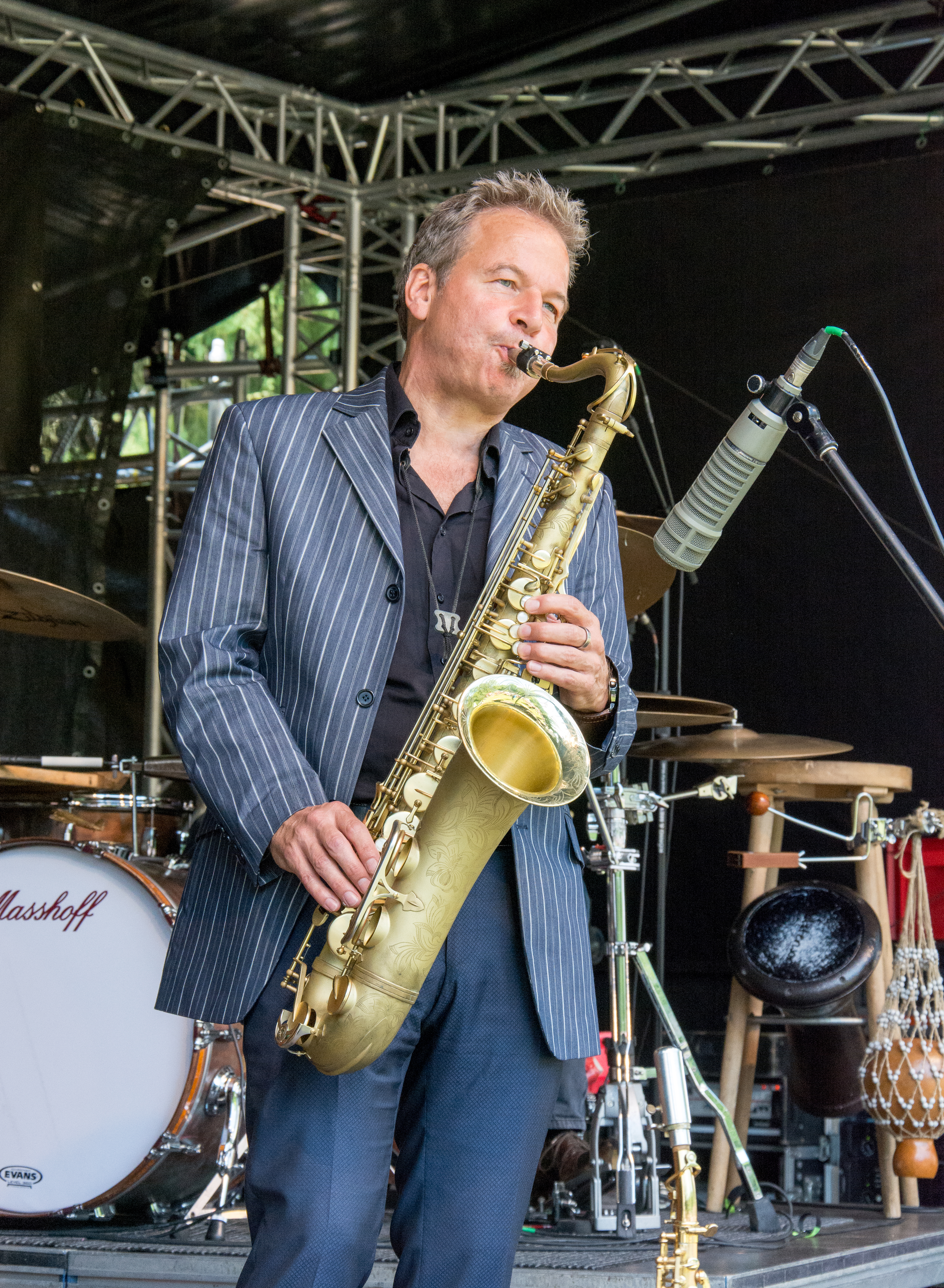
Ralf Böcker (2017) beim Jazz'n Roses

Ralf Böcker (* 4. April 1962 in Hagen), Künstlername Damian Maria Rabe, ist ein deutscher Saxofonist und Klarinettist des traditionellen und modernen Jazz sowie Komponist, Arrangeur und Autor.

## Leben und Wirken
Böcker, als Komponist und Autor Damian Maria Rabe, hat sein Handwerk auf der Straße gelernt. Schon als 16-Jähriger tourte er als Straßenmusiker durch Europa.
Es folgten diverse Bandtätigkeiten im Ruhrgebiet, später die Gründung eigener Gruppen: wie der Delta Mood Jazzband, Hot House, Ma Piroschka, Cannonball J., Hardbop Deluxe, Big Jazz. Nebenher arbeitete er als Theater-Musiker z. B. am Deutschen Theater Göttingen oder bei den Domfestspielen Bad Hersfeld.
Zunächst in Göttingen, ab 2002 in Kiel und dann in Hamburg initiierte, plante und moderierte Böcker die Radio-Sendung „JazzHausRadio“, die heute noch sendet.
Nach Gründung der Event- und Bookingagentur „magenta-music“ war Böcker u. a. Veranstalter des 1. Göttinger-Klezmer-Festivals 1998 unter der Schirmherrschaft von Rita Süssmuth (damalige Bundestagspräsidentin). In Hamburg veranstaltete Ralf Böcker 2009 und 2010 das „Internationale Klezmerfest Hamburg“. Magenta-music wurde 2010 in den Hamburgischen Landesmusikrat berufen. Ralf Böcker etablierte 2009 eine Jazzreihe am Schillertheater Geesthacht etabliert, in der Musikergrößen wie Ladi Geisler oder Günter Fuhlisch konzertierten. Im Hamburger Jazzlokal Cotton Club initiierte er 2010 eine weitere Musikreihe, alle zwei Monate fanden dort unter dem Namen JazzPuls & Friends Konzertabende mit Hamburger Jazzstars, aber auch Nachwuchstalenten statt.
Heute ist Böcker auch Musiklehrer und Pädagoge für Saxofon, Klarinette und Querflöte, Komponist vieler Genres sowie Bandleader und Freelancer für Bands in der ganzen Republik, u. a. mit Abi Wallenstein, Jessy Martens, Ladi Geisler, Abbi Hübner, Rocky Knauer, Jasper van’t Hof, Trevor Richards, Torsten Zwingenberger, Peter „Banjo“ Meyer, Brian Carrick, Günter Fuhlisch, Jo Bohnsack, Jan Fischer.
Seit 2022 lebt Ralf Böcker in Washington, D.C., wo er unter anderem am Goethe-Institut konzertierte. Im Oktober 2023 erschien sein erster Roman "Hesse geht" im Woll-Verlag.

## Verlagswerke
- Das kleine Klarinettenbuch (Exklusiv-Noten)[5]
- Leichte Frühlings- und Weihnachtslieder (Exklusiv-Noten)[6]
- „Perfect Start“ – Sechs Quartette für Einsteiger (Chili Notes)[7]
- 30 Duette für Querflöte und Klarinette  (Heinrichshofen & Noetzel)[8]
- Hesse geht – Roman (Woll-Verlag)[4]

## Klassische Werke (Auswahl)
- Bergamo, Suite für kleines Orchester in 3 Teilen (Allegro, Lento, Andante)[9]
- Rhapsodie für Horn und Holzbläser, 10 musikalische Essays[10]
- Serenade „Uncle Sam“, Klarinette & Streichtrio, Kleines Klarinettenkonzert in 9 Teilen[11]
- Streichquartett – Fantasie (Allegro, Gigue, Largo, Adagio)[12]
- Flüchtlingssuite, Altstimme & Ensemble, Einstündiges Werk mit u. a. Lyrik von Najet Adouani[13]
- „Komm ins Offene“ für Bariton und Piano, Komplettvertonung des gleichnamigen Gedichtes von Rainer Maria Rilke[14]

## Diskographische Hinweise
- Delta Mood Jazzband, Jelena, mit Marc Budenz (1997)
- Ma Piroschka, These Times, mit Cabral Lobato, Anton Sjarov (1998)
- Cannonball J., Night Light mit Dietmar Hussong (1999)
- Ma Piroschka, Wi ahin sol ich gejn mit Reah Avriel (2001)
- Hot House, Stormy Monday mit Karsten von Lüpke (2002)
- Cannonball J., Quill mit Christoph van Hal (2003)
- Hardbop Deluxe, Sister Sadie mit Peter Overbeck (2007)
- Jessy Martens, That´s Why I´m Crying (2007)
- Jan Fischer, Roadside Boogie, (2008)
- Ma Piroschka, Naktike Music, mit Paul Brody, Marc Kovnatski (2011)
- Elastic Soap Jazz, Sweet Emma (2012)
- Hot Reeds & Rhythm, Sweet Georgia Brown mit Günther Liebetruth (2015)
- Frederik Feindt, Ralf Böcker, Russian Lullaby (2015)
- Vertiko, Ballgeflüster mit Nina Majer (2016)[15]

als SidemanBlood on the Highway, live, mit Ken Hensley